# 24-Stunden-Rennen auf dem Nürburgring 1978

Streckenverlauf der Nordschleife 1967–1982.

Das 24-Stunden-Rennen auf dem Nürburgring 1978, auch 7. Internationales ADAC 24 Stunden-Rennen, war die 7. Auflage des 24-Stunden-Rennens auf dem Nürburgring und fand vom 7. bis 8. Oktober 1978 statt.

## Das Rennen
Fritz Müller und Herberth Hechler erreichten bei der 7. Auflage des 24-Stunden-Rennens auf dem Nürburgring einen Hattrick. Unterstützt wurden die beiden vom Chefmechaniker des Teams, Franz Gschwendtner, der allerdings nur bei den Trainings den Porsche Carrera RS fuhr. Das Rennen begann um 16 Uhr. Am Start konnte sich Edgar Dören behaupten und die Führung rund 4 Stunden lang behalten, bevor er von Wolfgang Walter/Werner Prinz und Fritz Müller/Herberth Hechler überholt wurde. Kurz vor dem Ende der 7. Rennstunde fiel die Mannschaft Edgar Dören, Wolf-Dieter Mast und Romain Feitler mit einem Defekt am Motor aus. Fritz Müller und Herberth Hechler konnten Wolfgang Walter und Werner Prinz überholen und gaben die Führung nicht mehr ab. Walter und Prinz konnten zwar die schnellste Rennrunde fahren, fielen wenig später aber aus, vorausgegangen waren Zündungsproblemen an ihrem Porsche.
Das Team VW Schulz-TM Automobiltechnik RG Essen setzte das einzige dieselbetriebene Fahrzeug bei diesem Rennen ein, einen VW Golf. Bei weiteren Nennungen hätte der ADAC auch eine separate Klasse für Diesel-Fahrzeuge ausgeschrieben, diese blieben aber aus. So fuhr der Golf in der Klasse bis 1600 cm³ mit und belegte dort den 33. Gesamtrang und den 6. Rang in der Klasse.
In der Klasse über 2000 cm³ gewann zum zweiten Mal in Folge das Trio Dietmar Hackner, Johann Weisheidinger und Heinz-Jürgen Mählenhoff in einem Opel Commodore GS/E.
13 Simca Rallye nahmen in der mit 28 Startern am stärksten besetzten Klasse des Rennens teil, der Klasse bis 1300 cm³; ins Ziel kamen allerdings nur zwei. Die Klasse gewann das Trio Hartmut Müller, Gerhard Hennemann, Karl-Ernst Brune, die auf dem 23. Gesamtrang ins Ziel kamen.

## Ergebnisse

### Schlussklassement
| Pos.        | Klasse | Nr. | Team                                        | Fahrer                                                            | Fahrzeug                | Runden |
| ----------- | ------ | --- | ------------------------------------------- | ----------------------------------------------------------------- | ----------------------- | ------ |
| 1           | 8      | 1   | Müllerbräu-Valvoline-Racing                 | Fritz Müller Herbert Hechler Franz Gschwendtner                   | Porsche Carrera RS      | 142    |
| 2           | 5      | 30  | KWS Motorsport                              | Helmut Döring Hartmut Bauer Manfred Mohr                          | Ford Escort RS 2000     | 137    |
| 3           | 8      | 3   | Norddeutscher Automobilclub                 | Matthias Loerper Joachim Oppermann Karl-Josef Römer               | Porsche Carrera         | 136    |
| 4           | 4      | 71  | ABEX Pagid Racing team                      | Alfons Hohenester Franz Schneider Peter Seikel                    | Audi 80 GTE             | 132    |
| 5           | 5      | 27  | Ford Berkenkamp Racing                      | Matthias Schneider Holger Soltwedel                               | Ford Escort RS 2000     | 132    |
| 6           | 4      | 66  |                                             | Hans-Jörn Ley Josef Rietmann Kurt Beise                           | VW Golf GTI             | 131    |
| 7           | 8      | 4   |                                             | Knuth Mentel Helge Probst Heinz Gilges                            | Porsche Carrera RS      | 130    |
| 8           | 6      | 12  | ABEX Pagid Racing Team                      | Dietmar Hackner Johann Weisheidinger Heinz-Jürgen Mählenhoff      | Opel Commodore GS/E     | 129    |
| 9           | 5      | 43  | Valvoline Racing                            | Johannes Habitz Armin Duwe Horst Hoier                            | Opel Kadett GT/E        | 128    |
| 10          | 4      | 58  | Toyota Tuning Thönnes                       | Max Janitschek Karl-Heinz Schäfer Karl-Heinz Gürthler             | Toyota Celica GT        | 126    |
| 11          | 5      | 42  |                                             | Dieter Kraft Gerd Mende Edmund Gastes                             | Opel Kadett GT/E        | 126    |
| 12          | 5      | 29  | KWS Motorsport                              | Berthold Doll Norbert Schommer Peter Valder                       | Ford Escort RS 2000     | 126    |
| 13          | 3      | 96  |                                             | Hartmut Müller Gerhard Hennemann Karl-Ernst Brune                 | Alfa Romeo 1300 GTJ     | 126    |
| 14          | 5      | 34  |                                             | Erwin Menzefricke Ekkehard Sieg                                   | Ford Escort RS 2000     | 126    |
| 15          | 9      | 168 | Big Pack Rucksack Team                      | Peter Wicks Bernd Wicks                                           | Renault R5 Alpine       | 124    |
| 16          | 4      | 64  | AC Altkreis Schwelm                         | Rafael Lunau Gerhard Kliem Friedrich-Wilhelm Kliem                | VW Golf GTI             | 124    |
| 17          | 3      | 98  |                                             | Martin Weber Jörn Ahrendt Herbert Lingmann                        | Alfasud Ti              | 124    |
| 18          | 9      | 174 | BMC Wuppertal                               | Lothar Probsthain Hans-Günther Agosti Hans-Otto Dissmann          | Renault R5 Alpine       | 123    |
| 19          | 9      | 166 | Scuderia Basilea                            | Werner Dietrich Rolf Madoerin René Hollinger                      | Renault R5 Alpine       | 123    |
| 20          | 4      | 69  | MSC Adenau                                  | Franz-Josef Müller Herbert Zimmer Norbert Hoffmann                | Audi 80 GTE             | 123    |
| 21          | 5      | 31  | KWS Motorsport                              | Peter Heckler Manfred Webs Fred Rosterg                           | Ford Escort RS 2000     | 123    |
| 22          | 3      | 95  |                                             | Hans Motte Peter-Rudolf Uhrmacher Leo Wissen                      | Alfa Romeo 1300 GTJ     | 122    |
| 23          | 6      | 17  | Valvoline Renngemeinschaft Düren            | Jürgen Wirtgen Voita Hoschna Robert Rupitsch                      | BMW 3,0 CSi             | 122    |
| 24          | 5      | 44  | Valvoline Renngemeinschaft Düren            | Wolfgang Offermann Heinz Schreiber Rolf Pietsch                   | Opel Kadett GT/E        | 122    |
| 25          | 9      | 166 | Scuderia Basilea                            | Rolf Fuhrer Stefan Märki Stefan Lüscher                           | Renault R5 Alpine       | 121    |
| 26          | 2      | 139 |                                             | Franz-Josef Hackmann Walter Saller Alfred Lampa                   | VW Polo                 | 121    |
| 27          | 4      | 63  | Team Schmidt Fahrzeugtechnik                | Marco Antonio Tolama Santiago Fernandez                           | VW Golf GTI             | 121    |
| 28          | 2      | 140 | Automobilsportcenter Hameln-Misczyk Tuning  | Harald Wester Ulrich Sieling Paul Hulverscheid                    | Fiat 128 Coupé          | 121    |
| 29          | 6      | 19  | MS Racing Team Münster                      | Otto Sohn Jürgen W. Bonk Bernhard Schmitz-Moormann                | BMW 3,0 CSi             | 121    |
| 30          | 5      | 32  |                                             | Herbert Paffen T. Mercks Jerome Bury                              | Ford Escort RS 2000     | 121    |
| 31          | 6      | 10  |                                             | Philippe de Leneer T. Mercks Jerome Bury                          | Audi 100 5E             | 121    |
| 32          | 6      | 20  |                                             | Klaus-Emil Röckel Kurt-Wilhelm Gestle Hans Schäfer                | Opel Commodore GS/E     | 121    |
| 33          | 4      | 75  | VW Schulz-TM Automobiltechnik RG Essen      | Jürgen Ilgner Klaus Hofmann Heinz-Jürgen Hoffknecht               | VW Golf Diesel          | 121    |
| 34          | 2      | 131 | MSC Wahlscheid                              | Wolfgang Kudrass Heinz Pütz Richard Westerhausen                  | Audi 50 GL              | 119    |
| 35          | 3      | 105 | Renngemeinschaft Oberberg                   | Hermann Bongen Rolf Bongen Willi Kleesattel                       | Audi 50 LS              | 118    |
| 36          | 4      | 61  | Veytal Tuning                               | Michael Sanden Helmut Sanden                                      | VW Golf GTI             | 117    |
| 37          | 2      | 132 |                                             | Michael Martick Josef Reip                                        | Audi 50 GL              | 117    |
| 38          | 5      | 45  | Formel Rennsport Club der Schweiz           | Robert Baumann Hansjürg Dürig Jürgen Möhle                        | Alfa Romeo 2000         | 117    |
| 39          | 9      | 170 | Air Press Racing Team                       | Wolfgang Krankemann Volker Strycek Fritz-Richard Friebel          | Renault R5 Alpine       | 116    |
| 40          | 2      | 133 |                                             | Herbert Niederhoff Kurt Jesse Hermann Molitor                     | Audi 50 LS              | 116    |
| 41          | 6      | 18  | BMC Wuppertal                               | Hans-Günther Agosti Reinhold Packeisen Sr. Reinhold Packeisen Jr. | BMW 3,0 CSi             | 116    |
| 42          | 3      | 103 |                                             | Frithjof Erpelding Franz Maintz                                   | Honda Civic             | 115    |
| 43          | 2      | 125 |                                             | Georg Baumeister Harald Engels Dirk Hamelmann                     | Audi 50 GL              | 115    |
| 44          | 5      | 47  | Auto Budde Racing                           | Hans Weissgerber Heinrich Müller                                  | BMW 2002 Ti             | 115    |
| 45          | 3      | 102 | Hörmann Tuning                              | Bernd Kausemann Rolf Odenthal                                     | Fiat 128 Berlinetta     | 114    |
| 46          | 3      | 99  |                                             | Walter Hillius Herbert Herler Friedrich Würges                    | Alfa Romeo Alfasud Ti   | 114    |
| 47          | 2      | 136 |                                             | Michael Stephan Thomas Stephan Bernd Kleve                        | Autobianchi A112 Abarth | 112    |
| 48          | 3      | 100 | Racing Team Scharnhorst                     | Jürgen Voll Peter Wieseler                                        | Fiat 128 SL Coupe       | 112    |
| 49          | 9      | 172 |                                             | Alexander Spelten Karl-Eduard Reinders Kurt Vögtlin               | Renault R5 Alpine       | 111    |
| 50          | 4      | 57  | Rhein. Westf. Automobil Club Düsseldorf     | Klaus Bieler W. Lohmann Jr. Günter Gamalski                       | Toyota Celica GT        | 111    |
| 51          | 2      | 124 |                                             | Friedrich Reysen Gerd Wachter Horst Mieritz                       | Autobianchi A112 Abarth | 110    |
| 52          | 3      | 94  | Haribo Lakritzen Racing Team                | Hans-Günther Stoffel Sr. Hans-Günther Stoffel Jr. Bodo Eichner    | Alfa Romeo 1300 GTJ     | 110    |
| 53          | 3      | 104 |                                             | Wolfgang Richter Walter Vogel Lothar Grünwald                     | Honda Civic             | 109    |
| 54          | 9      | 169 | Bendix Bremsen                              | Peter Oberndorfer Christian Danner                                | Renault R5 Alpine       | 109    |
| 55          | 3      | 91  | MSC Dumeklemmer                             | Hugo Kempken Joachim Hagel Werner Wisinger                        | Simca Rallye 2          | 109    |
| 56          | 3      | 92  | Kellergeister Springbock Simca Tuning       | Alfred Kurpjuhn Walter Stade Hans-Jürgen Tuke                     | Simca Rallye 2          | 107    |
| 57          | 4      | 70  | MSC Wahlscheid                              | Dierk Meyer Axel Sonntag                                          | Audi 80 GTE             | 106    |
| 58          | 3      | 107 |                                             | Gerd Ewertz Robert Baumann                                        | Ford Escort RS 2000     | 103    |
| 59          | 2      | 126 | Master „X“ Hosen Racing Team                | Meinhard Hellweg Friedhelm Vogt Reiner Esser                      | Audi 50                 | 101    |
| 60          | 3      | 101 | Kellergeister Springbock Simca Tuning       | Thilo Bonkowski Ulrich Gindler                                    | Simca Rallye 2          | 99     |
| 61          | 3      | 84  |                                             | Rainer vom Stein Paul-Detlef Juth Ralf Höffgen                    | Fiat 128                | 98     |
| 62          | 1      | 151 | Ecurie Moselle CAM                          | Hubert Jahn Manfred Grossardt Karl-Josef Basset                   | Autobianchi A112 Abarth | 65     |
| Ausgefallen |        |     |                                             |                                                                   |                         |        |
| 63          | 4      | 55  | East Belgian Racing Team                    | Georges Cremer Marc Duez Willy Braillard                          | Toyota Trueno           | 110    |
| 64          | 5      | 25  | Ford Berkenkamp Racing                      | Dieter Selzer Wolfgang Wolf Karl Maurer                           | Ford Escort RS 2000     | 93     |
| 65          | 5      | 33  | AC Radevormwald Team Fuffu                  | Axel Felder Peter Döring Uwe Reich                                | Ford Escort RS 2000     | 88     |
| 66          | 2      | 121 | Firma Walter Hagen und Co.                  | Herbert Schuster Johannes Scheid Ludwig Dreeser                   | Autobianchi A112 Abarth | 86     |
| 67          | 3      | 81  | Polizeisportverein Berlin                   | Klaus-Peter Tolksdorf Hans-Dieter Melzer Olaf Manthey             | Simca Rallye 3          | 84     |
| 68          | 9      | 175 | Renault Händler Team Nord                   | Lutz Kämmerer Peter Brand Lili Reisernbichler                     | Renault R5 Alpine       | 84     |
| 69          | 3      | 86  | AC Radevormwald Team Fuffu                  | Hans-Hermann Kempe Volker Solbach Horst Scheidereiter             | Simca Rallye 2          | 83     |
| 70          | 4      | 56  | East Belgian Racing Team                    | Emmanuel Remion Leopold Chlose André Hardy                        | Toyota Celica GT        | 76     |
| 71          | 2      | 138 | AC Radevormwald Team Fuffu                  | Hans-Jürgen Pill Friedhelm Mantz Uwe Reich                        | Ford Fiesta             | 72     |
| 72          | 5      | 84  | Auto Budde Racing                           | Heinz-Joachim Domagalla Hermann Raben Peter-Paul Biewald          | BMW 2002Ti              | 72     |
| 73          | 8      | 2   | Team Viacom Alarmsysteme-Vettmann Tuning    | Wolfgang Walter Werner Prinz                                      | Porsche Carrera RSR     | 68     |
| 74          | 4      | 62  | Veytal Tuning                               | Karl-Heinz Dalemans Werner Prinz                                  | VW Golf GTi             | 67     |
| 75          | 9      | 171 | Sportfahrergemeinschaft Köln                | Heinz Stüber Bert Baustian Winfried Krüper                        | Renault R5 Alpine       | 65     |
| 76          | 4      | 67  | VW Schulz-TM Automobiltechnik Essen         | Friedhelm Croes Werner Horn Heinz-Jürgen Hoffknecht               | VW Scirocco GTi         | 61     |
| 77          | 2      | 137 | Sportfahrergemeinschaft Köln                | Hans-Georg Ströter Hans-Josef Nettesheim Franz Hagen              | Fiat 128 SL             | 61     |
| 78          | 3      | 80  | Haribo Lakritzen Racing Team                | Hans Frensch Bodo Eichner Helmut Klinkhammer                      | Simca Rallye 3          | 58     |
| 79          | 9      | 83  |                                             | Michael Klein Hans-Rudolf Teichert Franz Hagen                    | Simca Rallye 2          | 52     |
| 80          | 3      | 85  |                                             | Alfred Zilles Theo Milz Harald Frings                             | Simca Rallye 2          | 50     |
| 81          | 2      | 123 |                                             | Erwin Reim Rolf Nobel Albert Stühmer                              | Autobianchi A112 Abarth | 50     |
| 82          | 4      | 65  | Sorgler Tuning                              | Michael Eschmann Wilfried Hilgendorf Walter Piel                  | VW Golf GTi             | 47     |
| 83          | 2      | 118 | ACAS AC Altkreis Schwelm                    | Wolfgang Nöckel Jochen Schwarz Manfred Pusch                      | Autobianchi A112 Abarth | 47     |
| 84          | 2      | 130 | MSC Sassmannhausen                          | Klaus Wiedmann Dr. Ulrich Roitzheim Michael Eschmann              | Audi 50                 | 44     |
| 85          | 3      | 89  |                                             | Hans-Peter Morawietz Hans-Joachim Ziegner Hans Ebke               | Simca Rallye 2          | 42     |
| 86          | 8      | 6   | Keiper Dynavit Team                         | Edgar Dören Wolf-Dieter Mast Romain Feitler                       | Porsche Carrera         | 40     |
| 87          | 4      | 72  |                                             | Manfred Busch Peter Gerlach                                       | Alfa Romeo Julia        | 39     |
| 88          | 5      | 41  |                                             | Rudolf Duda Helmut Titz Josef Duda                                | Opel Kadett GT/E        | 36     |
| 89          | 6      | 16  | Sportfahrergemeinschaft Köln                | Jochen-Dieter Lingen Karl Gräff Hans-Joachim Görke                | Opel Commodore GS/E     | 36     |
| 90          | 4      | 60  | Automobilsportcenter Hameln-Misczyk Tuning  | Günter Schrey Heinz Schmalgemeier Bernd Niehaus                   | VW Golf GTi             | 36     |
| 91          | 5      | 36  |                                             | Karl-Albrecht Ern Udo Grylewic                                    | Ford Escort RS 2000     | 32     |
| 92          | 2      | 120 | Firma Walter Hagen und Co.                  | Herbert Schuster Günter Bochem Heinz-Dieter Heick                 | Autobianchi A112 Abarth | 29     |
| 93          | 5      | 35  |                                             | Helmut Gall Heinz Becker                                          | Ford Escort RS 2000     | 28     |
| 94          | 1      | 150 |                                             | Berndpeter Aurand Dietmar Schliwinski                             | Autobianchi A112 Abarth | 28     |
| 95          | 3      | 97  |                                             | Bodo Peters Bernd Jakubik Volker Lorenz                           | Alfa Romeo 1300 GTJ     | 28     |
| 96          | 5      | 26  | Ford Berkenkamp Racing                      | Winfried Maiworm Bodo Jähn Jürgen Zehra                           | Ford Escort RS 2000     | 27     |
| 97          | 4      | 68  | Automobilsportcenter Hameln-Misczyk Tuning  | Dr. Klaus Ligensa Wilhelm Birk Horst Bonefeld                     | VW Scirocco GTi         | 25     |
| 98          | 4      | 73  | Hildener Automobil-Club                     | Jürgen Josting Norbert Bormann Jochen Schramm                     | VW Scirocco GTi         | 25     |
| 99          | 6      | 11  | Ecurie Baudouin Visetoise                   | Georges Simon Michel Royer                                        | Opel Commodore GS/E     | 22     |
| 100         | 6      | 14  | AC Radevormwald Team Fuffu                  | Walter Löffler Klaus Diebel Peter Döring                          | Opel Commodore GS/E     | 21     |
| 101         | 3      | 82  | Renngemeinschaft Düsseldorf                 | Hans-Gerd Zingel Eberhard Koch Helmut Gisa                        | Simca Rallye 2          | 20     |
| 102         | 2      | 128 | Veytal Tuning                               | Helmut Händeler Klaus Adolf Thomas Schwick                        | Audi 50 GL              | 19     |
| 103         | 5      | 46  | RG Motorsportverband Bergisch-Land Solingen | Jürgen Fischer Hans-Peter Birth Anita Klietsch                    | BMW 2002 Ti             | 17     |
| 104         | 2      | 119 | PSV Wuppertal                               | Klaus-Peter Böck Lutz Jacob Udo Neuhoff                           | Autobianchi A112 Abarth | 16     |
| 105         | 2      | 127 |                                             | Carl Damitz Klaus Wassyl Ulrich Hillebrand                        | Audi 50                 | 15     |
| 106         | 2      | 116 | MSC Stuttgart                               | Walter Ehrle Friedrich-Wilhelm Eicker Walter Langusch             | Autobianchi A112 Abarth | 11     |
| 107         | 3      | 108 | MSC Benzinfüchse Solingen e. V. im ADAC     | Andreas Gross Horst Jüngel Dieter Rasch                           | Simca Rallye 2          | 10     |
| 108         | 2      | 135 |                                             | Hans Cellarius Hans Mager Dr. Rolf Schäfer                        | Fiat 128 AC             | 9      |
| 109         | 3      | 106 |                                             | Klaus Arendt Klaus Buhren Werner Holzstamm                        | Opel Kadett Coupe       | 7      |
| 110         | 3      | 87  | Simcasport W. Weiden                        | Wolfgang Langmesser Franz-Josef Schömann Hans-Jürgen Möbuss       | Simca Rallye 2          | 3      |
| 111         | 2      | 122 | Renngemeinschaft MSC Langenfeld             | Kurt Otto Nell Lothar Lüttmann Salvatore Messina                  | Autobianchi A112 Abarth | 3      |
| 112         | 3      | 88  |                                             | Hans-Peter Morawietz Peter Oberdieck Karl-Heinz Ben Achmed        | Simca Rallye 2          | 1      |
| 113         | 3      | 90  |                                             | Rexford Swartz Wolfgang G. Marx Williams Dawson                   | Simca Rallye 2          | 0      |

### Nur in der Meldeliste
Zu diesem Rennen sind keine weiteren Meldungen bekannt.

### Klassensieger
| Klasse   | Fahrer               | Fahrer               | Fahrer                  | Fahrzeug                | Platzierung im Gesamtklassement |
| -------- | -------------------- | -------------------- | ----------------------- | ----------------------- | ------------------------------- |
| Gruppe 9 | Peter Wichs          | Bernd Wichs          |                         | Renault R5 Alpine       | Rang 15                         |
| Gruppe 8 | Fritz Müller         | Herbert Hechler      | Franz Gschwendtner      | Porsche Carrera RS      | Gesamtsieg                      |
| Gruppe 6 | Dietmar Hackner      | Johann Weisheidinger | Heinz-Jürgen Mählenhoff | Opel Commodore GS/E     | Rang 8                          |
| Gruppe 5 | Helmut Döring        | Hartmut Bauer        | Manfred Mohr            | Ford Escort RS 2000     | Rang 2                          |
| Gruppe 4 | Alfons Hohenester    | Franz Schneider      | Peter Seikel            | Audi 80 GTE             | Rang 4                          |
| Gruppe 3 | Hartmut Müller       | Gerhard Hennemann    | Karl-Ernst Brune        | Alfa Romeo 1300 GTJ     | Rang 13                         |
| Gruppe 2 | Franz-Josef Hackmann | Walter Saller        | Alfred Lampa            | VW Polo                 | Rang 26                         |
| Gruppe 1 | Hubert Jahn          | Manfred Grossardt    | Karl-Josef Basset       | Autobianchi A112 Abarth | Rang 62                         |

### Renndaten
- Gemeldet: 113
- Gestartet: 113
- Gewertet: 62
- Rennklassen: 8
- Zuschauer: unbekannt
- Wetter am Renntag: warm und trocken
- Streckenlänge: 22,835 km
- Fahrzeit des Siegerteams: unbekannt
- Gesamtrunden des Siegerteams: 142
- Gesamtdistanz des Siegerteams: 3242,570 km
- Siegerschnitt: unbekannt
- Pole-Position: unbekannt
- Schnellste Rennrunde: Wolfgang Walter, Werner Prinz – Porsche Carrera RSR (#2) – 9:18,700
- Rennserie: zählte zu keiner Rennserie